# Kismaayo

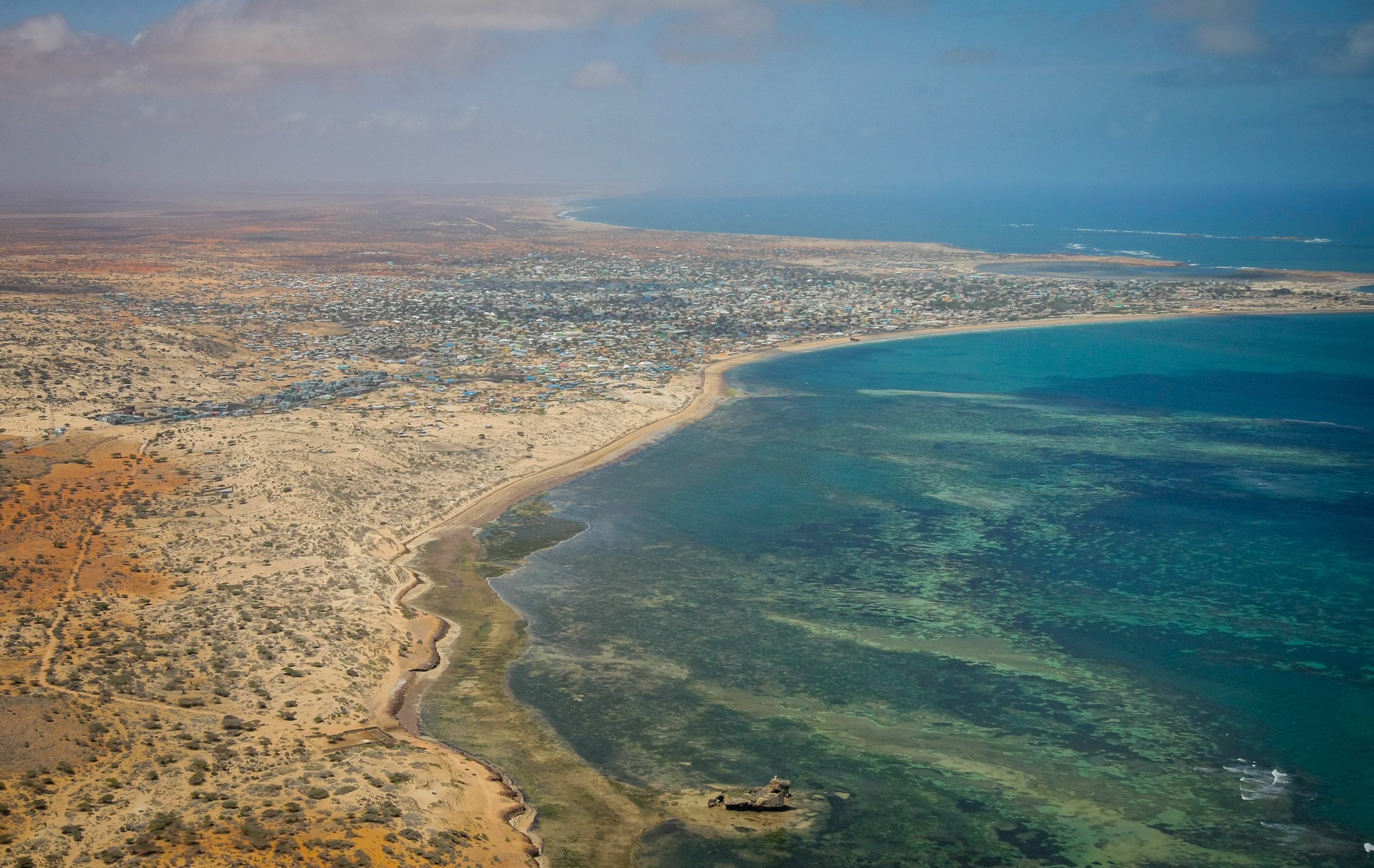
Luftaufnahme von Kismaayo im Oktober 2012

Kismaayo (ital. Chisimaio; auch Kismayo, Kismaju, Chisimaayo etc. geschrieben) ist eine Hafenstadt im Süden Somalias mit etwa 350.000 Einwohnern. Sie ist Hauptstadt der Region Jubbada Hoose (Unter-Jubba), liegt nahe der Mündung des Flusses Jubba und ist über eine Straße mit der Hauptstadt Mogadischu verbunden. Der Ortsname soll von kisima yuu – Swahili für „hoher Brunnen“ – abgeleitet sein, was auch der Name eines nahegelegenen Brunnens ist.
Vor Kismaayo liegen die Bajuni-Inseln.

## Geschichte

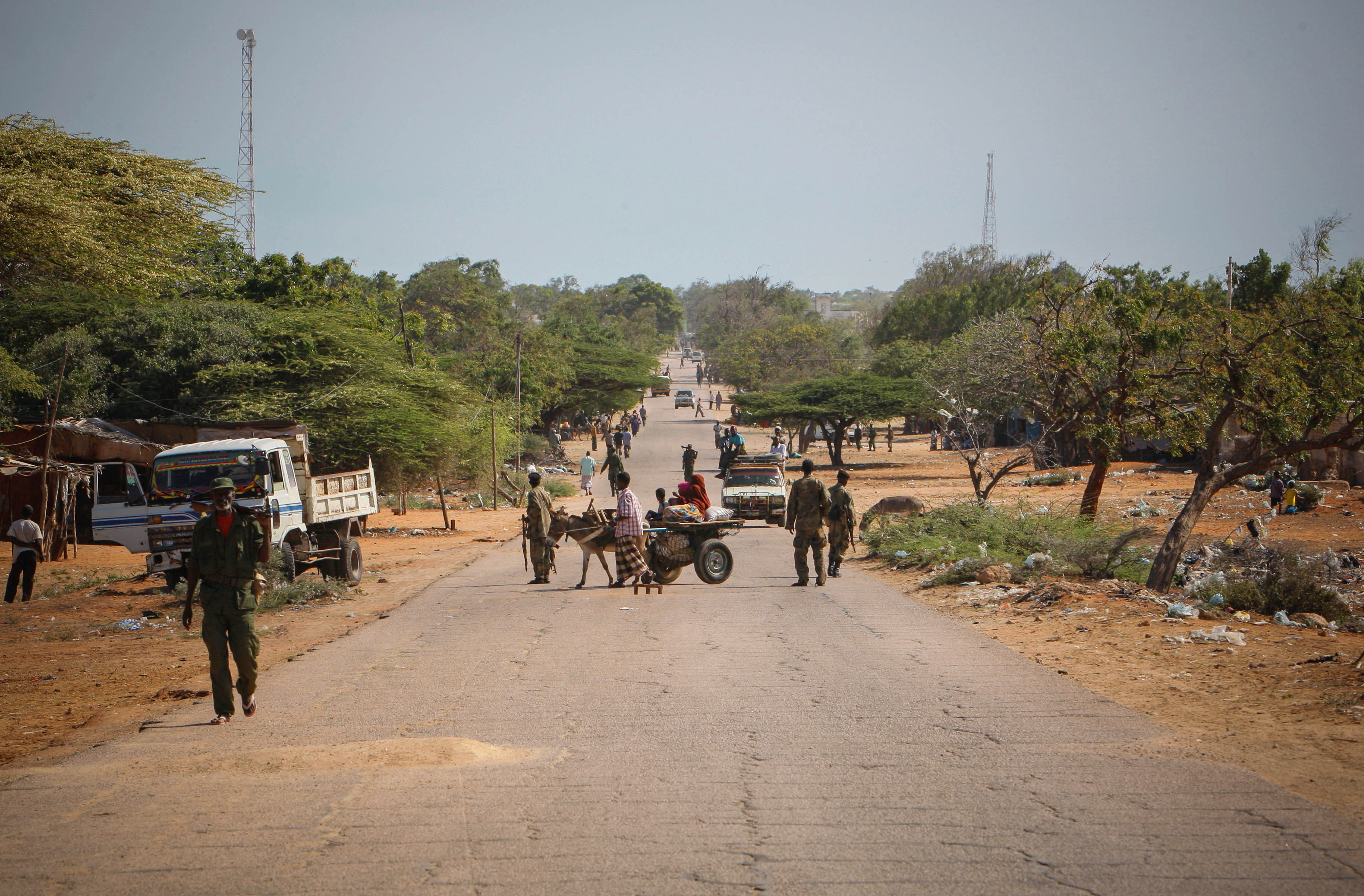
Straßenszene in Kismaayo 2012.

Um 1868 wanderten Angehörige des Somali-Clans der Ogadeni-Darod in das Gebiet ein und gründeten Kismaayo. Als es um 1870 zum Krieg mit den dort ansässigen Somali kam, sandte der Sultan von Sansibar Soldaten und unterstellte die neue Siedlung unter seiner Oberherrschaft. Ägyptische Truppen besetzten im Oktober 1875 die Stadt, zogen aber auf Druck Großbritanniens im Dezember desselben Jahres ab.
Deutschland beanspruchte 1886/1890 Kismaayo als Teil von Witu (siehe Deutsch-Somaliküste). 1896 wurde die Region Jubaland einschließlich Kismaayo Teil der britischen Kolonie Kenia. 1925 wurde das Gebiet an Italien übertragen, im darauffolgenden Jahr wurde es als Provinz Oltre Giuba mit Kismaayo als Hauptstadt in Italienisch-Somaliland eingegliedert.
Nach der Unabhängigkeit Somalias wurden Ende der 1960er Jahre die alten Hafenanlagen modernisiert. Sie dienten zum Export von Bananen, Häuten, Myrrhe und Zitrusfrüchten. Unter Siad Barre wurde ein großer Fleischverarbeitungsbetrieb errichtet, der Hunderte beschäftigte.
Während des Bürgerkrieges in Somalia war Kismaayo zwischen verschiedenen Clans aus der Stadt und ihrer Umgebung umkämpft. Es wurde zur Hochburg der 1999 entstandenen Juba-Tal-Allianz unter der Führung des Marehan-Darod Barre Adan Shire Hiiraale.
Zahlreiche somalische Bantu aus dem Jubba-Tal kamen als Binnenvertriebene in die Stadt.

### Islamistische Herrschaft

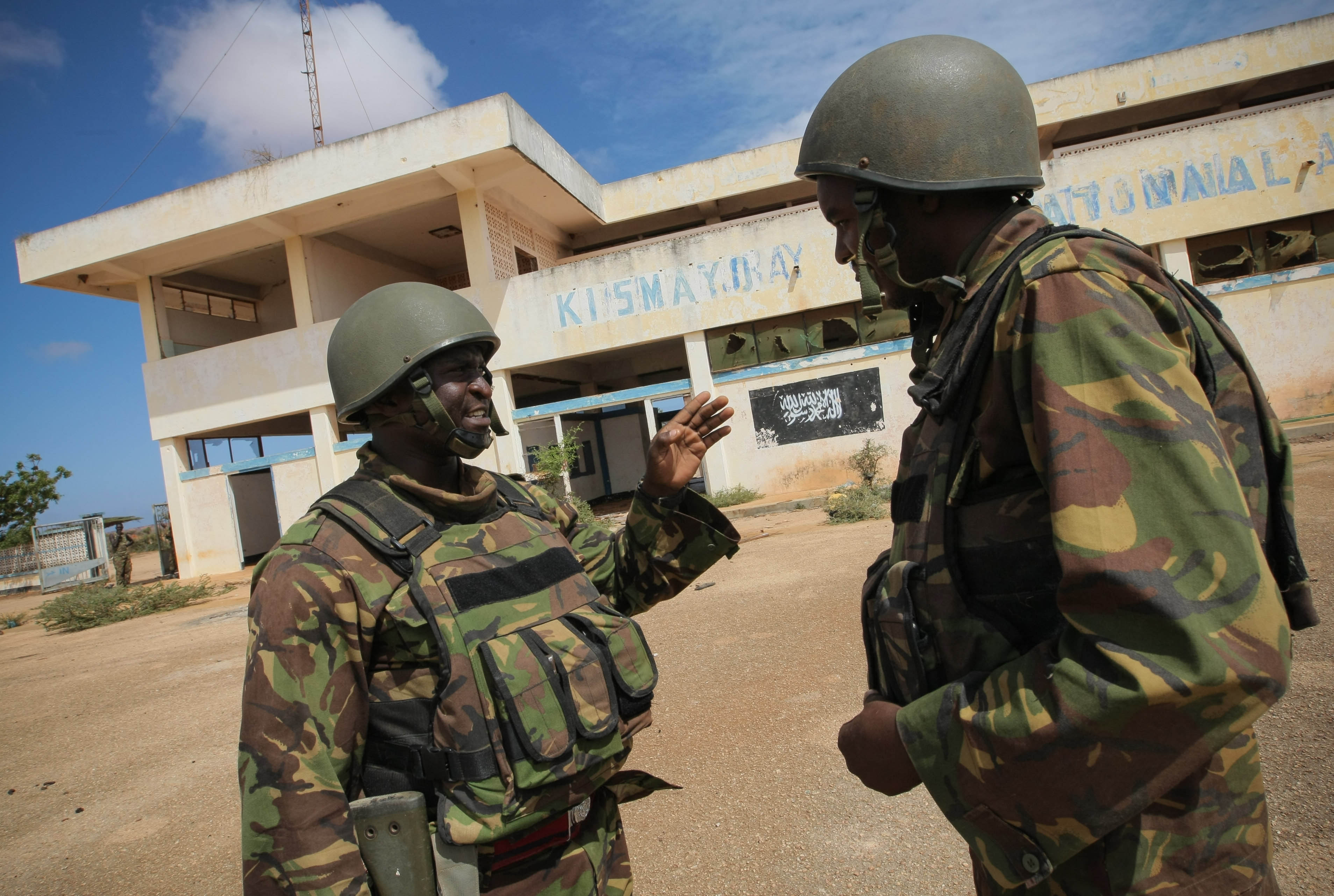
Kenianische Soldaten der AMISOM 2012 am Flughafen Kismaayo.

Am 25. September 2006 nahm eine Fraktion der Union islamischer Gerichte die Stadt ein und verdrängte damit die Juba-Tal-Allianz.
Als Truppen des Nachbarlandes Äthiopien Ende 2006 in Somalia einmarschierten und die Union aus weiten Landesteilen verdrängten, zogen sich große Teile der Union nach Kismaayo zurück. Truppen Äthiopiens und der Übergangsregierung Somalias folgten ihnen und nahmen Kismaayo am 1. Januar 2007 ein. Ab Juni 2007 kontrollierten wieder Clan-Milizen, die lose mit der Übergangsregierung verbunden waren, die Stadt.
Sie wurden im August 2008 wiederum von der radikal islamistischen al-Shabaab und der Hisbul Islam verdrängt. Seither nutzten die Islamisten den Hafen der Stadt, um Waffen und weitere Ausrüstung auf dem Seeweg zu importieren. Zudem stellten Abgaben, die sie im Hafen erhoben, eine bedeutende Einnahmequelle dar. Im Oktober 2008 führten sie die Steinigung eines 13-jährigen Mädchens durch. Gemäß Verwandten war das Mädchen vergewaltigt worden und hatte diese Tat bei den Sicherheitskräften der al-Shabaab anzeigen wollen, wurde daraufhin jedoch inhaftiert, des unehelichen Geschlechtsverkehrs beschuldigt und öffentlich hingerichtet. Ende September 2009 gab es Kämpfe zwischen al-Shabaab und Hisbul Islam wegen Differenzen um die Teilung der Macht zwischen den beiden Gruppen. Dabei spielten auch Clan-Konflikte eine Rolle.
Ende des Jahres 2011 drangen kenianische Truppen auf somalisches Gebiet vor, um die al-Shabaab zu bekämpfen. Dabei war die Einnahme Kismaayos, insbesondere die Kontrolle über den Hafen, ein strategisches Ziel.
Ende September 2012 gingen kenianische Marineinfanteristen vor der somalischen Hafenstadt Kismayo an Land (Seelandung).
In der Nacht darauf räumten die Islamisten Kismaayo, ihren letzten festen Stützpunkt in Somalia. In Kismaayo ringen mehrere Clans um Macht und Pfründe.

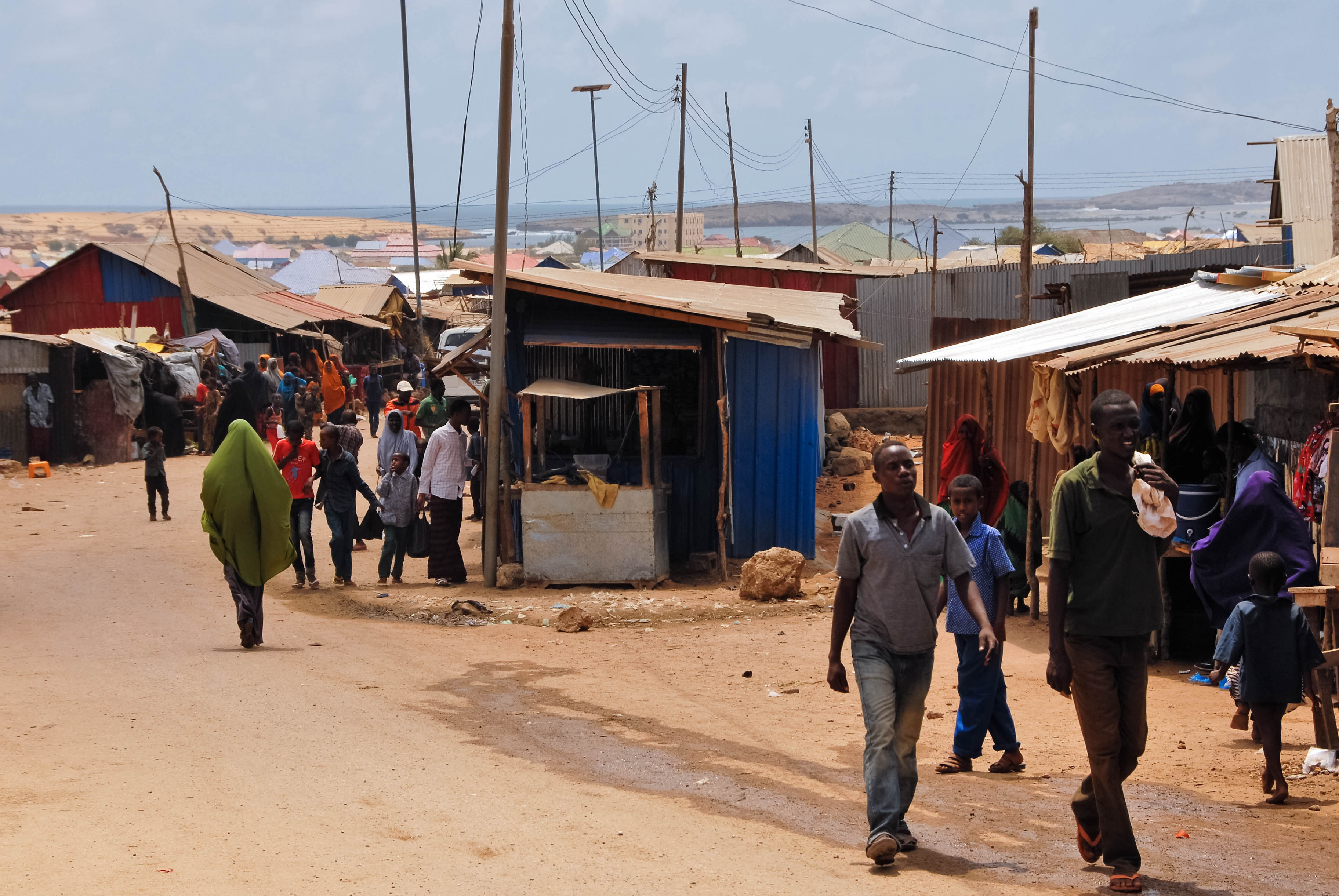
Straßenszene in Kismaayo 2016.

Am 12. Juli 2019 explodierte eine Autobombe vor einem Hotel und Bewaffnete griffen danach das Hotel mit Handfeuerwaffen an. Bei diesen Anschlag starben 26 Menschen, darunter 2 somalische Journalisten. Die Terrororganisation al-Shabaab bekannte sich zu diesen Anschlag.

## Infrastruktur

### Flughafen von Kismaayo
Der Flughafen Kismaayo befindet sich 10 km außerhalb der Stadt. Unter den Regime von Siad Barre handelte es sich hierbei um eine Basis der Somalischen Luftwaffe. Nach dem Sturz von Siad Barre im Jahre 1991 kam der Flugbetrieb aufgrund des Somalischen Bürgerkrieges für Jahre zum Erliegen. In Folge schwerer Gefechte zwischen verschiedenen rivalisierten Clans wurde die Infrastruktur des Flughafens stark in Mitleidenschaft gezogen. Im Jahre 2008 übernahm die Union Islamischer Gerichte die Kontrolle über den Flughafen und eröffnete ihn wieder. Im selben Jahr wurde der Flughafen nach Ahmed Gurey, einen somalischen Volkshelden aus dem 16. Jahrhundert benannt.
Im Jahre 2016 wurde der Flughafen unter die Kontrolle der somalischen Übergangsregierung gestellt. Seitdem wird der Flughafen mit ausländischer Hilfe wiederaufgebaut.

## Klimatabelle
|                       | Jan  | Feb  | Mär  | Apr  | Mai  | Jun  | Jul  | Aug  | Sep  | Okt  | Nov  | Dez  |   |      |
| Mittl. Tagesmax. (°C) | 29,6 | 29,9 | 31,0 | 31,8 | 30,4 | 28,6 | 28,0 | 28,3 | 28,6 | 29,5 | 30,5 | 30,5 | ⌀ | 29,7 |
| Mittl. Tagesmin. (°C) | 24,2 | 24,5 | 25,4 | 25,8 | 24,8 | 23,5 | 23,1 | 23,3 | 23,3 | 24,0 | 24,5 | 24,4 | ⌀ | 24,2 |
|                       |      |      |      |      |      |      |      |      |      |      |      |      |   |      |
| Niederschlag (mm)     | 1    | 1    | 3    | 39   | 111  | 89   | 52   | 21   | 21   | 15   | 17   | 3    | Σ | 373  |
|                       |      |      |      |      |      |      |      |      |      |      |      |      |   |      |
| Sonnenstunden (h/d)   | 7,6  | 8,0  | 8,0  | 7,0  | 8,3  | 6,9  | 6,2  | 8,1  | 7,5  | 8,0  | 7,5  | 7,0  | ⌀ | 7,5  |
|                       |      |      |      |      |      |      |      |      |      |      |      |      |   |      |
| Regentage (d)         | 0    | 0    | 0    | 4    | 7    | 11   | 9    | 5    | 3    | 2    | 2    | 1    | Σ | 44   |
|                       |      |      |      |      |      |      |      |      |      |      |      |      |   |      |
| Luftfeuchtigkeit (%)  | 77   | 76   | 76   | 77   | 80   | 80   | 80   | 79   | 78   | 78   | 77   | 77   | ⌀ | 77,9 |

| 24,2 |

| 24,5 |

| 25,4 |

| 25,8 |

| 24,8 |

| 23,5 |

| 23,1 |

| 23,3 |

| 23,3 |

| 24,0 |

| 24,5 |

| 24,4 |

| 24,2 |

| 24,5 |

| 25,4 |

| 25,8 |

| 24,8 |

| 23,5 |

| 23,1 |

| 23,3 |

| 23,3 |

| 24,0 |

| 24,5 |

| 24,4 |

## Persönlichkeiten
- Hamza Abdi Barre (* 1973 oder 1974), Politiker